# なみいろ (ゲーム)
『なみいろ』は、WINLIGHTにより公開されている美少女ゲーム。GREEよりフィーチャーフォン版・iPhone版・Android版が配信されている。2011年5月には、メディアファクトリーにて葵季むつみによるコミカライズが開始され、2012年5月23日には単行本が発売された。キャッチコピーは、「あなたの見ている海は、何色ですか…」となっている。

## ストーリー
舞台は夏の鎌倉、主人公は文化祭実行委員会に所属する波ヶ丘高校の2年生。この文化祭で行われるフォークダンスに参加したカップルは永遠に結ばれるという伝説があった。しかし恋愛とは無縁な主人公にとってそんな伝説は縁遠いものだと思っていた。そんなある日、彼は「後夜祭のフォークダンス…一緒に踊ってくれませんか？」と誘われることになる。

## 登場人物
伊波 若菜（いなみ わかな）
声 - 斎藤千和
真面目で物静かな読書家。主人公と同じく文化祭実行委員会に所属しているが主人公とはあまり接点がなかった。趣味は小説を書くこと。おしとやかに見えておちゃめで大胆なところや積極性もある。
波平夏美（なみひら なつみ）
声 - 悠木碧
子供の頃からの幼馴染み。幼稚園の頃からずっと主人公と共に歩み続けてきた。性格は明るく陽気で好奇心の強い性格をしている。主人公から「なみへい」と呼ばれているが本人はいやがっている。主人公は当初、彼女を異性としてそれほど認識していなかった。
冬木かなみ（ふゆき かなみ）
声 - 今井麻美
主人公の通う学校の一学年上の先輩。性格はクールでマイペースな性格をしている。文化祭実行委員会の委員長を務めている。もともと主人公とは特別仲が良かったわけではなかった。
秋名美月（あきな みつき）
声 - 花澤香菜
主人公の通う学校の一つ年下の後輩。元気いっぱいな性格で、社交性が高い。

## ゲームシステム

### ゲームの流れ
キャラクターを4人いる内の中から1人選ぶ。毎日キャラクターと「おはなし」することで恋愛度を上げ、ゲームを進行させる。ストーリーの中には秘密ポイントがないと見られないイベントもある。

### 季節イベント
季節によって異なる特別なイベントがあり、通常とは異なるルートに入ることが可能。これにより異なるエンディングを迎える。

### ガチャ
1日2回の無料ガチャで、通常では見る事の出来ないイベントを見る事ができる様になる秘密ポイントや恋愛度を上げたりするアイテムを手に入れられる。